# Svetes paliene
Svetes paliene este o arie protejată (arie specială de conservare — SAC, sit de importanță comunitară — SCI, arie de protecție specială avifaunistică — SPA) din Letonia întinsă pe o suprafață de 931,73 ha, integral pe uscat.

## Localizare
Centrul sitului Svetes paliene este situat la coordonatele 56°42′32″N 23°39′11″E / 56.7088°N 23.6531°E.

## Înființare
Situl Svetes paliene a fost declarat arie de protecție specială avifaunistică în mai 2004 pentru a proteja 36 de specii de animale. Alte tipuri de protecție:
- sit de importanță comunitară (în mai 2004)
- arie specială de conservare (în mai 2004)[1][3][4]

## Biodiversitate
Situată în ecoregiunea boreală, aria protejată conține 4 habitate naturale: Pajiști fino-scandinave uscate până la mezice, bogate în specii de altitudine mică, Liziere de ierburi înalte hidrofile de câmpie și de nivel montan până la alpin, Pajiști aluvionare boreale nordice, Fânețe de joasă altitudine (Alopecurus pratensis, Sanguisorba officinalis).
La baza desemnării sitului se află mai multe specii protejate:
- păsări (33): rață sulițar (Anas acuta), gârliță mare (Anser albifrons), gâscă cenușie (Anser anser), gâscă de semănătură (Anser fabalis), acvilă țipătoare mică (Aquila pomarina), ciuf de câmp (Asio flammeus), buhai de baltă (Botaurus stellaris), Branta leucopsis, chirighiță neagră (Chlidonias niger), barză albă (Ciconia ciconia), erete de stuf (Circus aeruginosus), erete cenușiu (Circus pygargus), cristeiul de câmp (Crex crex), Cygnus columbianus bewickii, lebădă de iarnă (Cygnus cygnus), ciocănitoare cu spate alb (Dendrocopos leucotos), egretă albă (Egretta alba), șoim călător (Falco peregrinus), Gallinago media, cocor (Grus grus), codalb (Haliaeetus albicilla), sfrâncioc roșiatic (Lanius collurio), pescăruș mic (Larus minutus), pescăruș râzător (Larus ridibundus), gușă albastră (Luscinia svecica), ferestraș mic (Mergus albellus), ferestrașul mare (Mergus merganser), vultur pescar (Pandion haliaetus), bătăuș (Philomachus pugnax), cresteț cenușiu (Porzana parva), cresteț pestriț (Porzana porzana), chiră de baltă (Sterna hirundo), fluierar de mlaștină (Tringa glareola)
- pești (3): zvârluga (Cobitis taenia), Lampetra fluviatilis, boarță (Rhodeus amarus)

Pe lângă speciile protejate, pe teritoriul sitului au mai fost identificate 3 specii de plante, 7 specii de păsări.